# Ayanda Dube
Pour les articles homonymes, voir Dube.
Ayanda Dube (née le 13 novembre 1989) est une mannequin swazie et titulaire du titre du concours de beauté qui est couronnée Miss Swaziland. 

## Biographie
Ayanda Dube fréquente le campus Luyengo de l'Université d'Eswatini (UNISWA).
En 2011, elle représente son pays au concours Miss Univers 2012.

## Miss Swaziland 2011/2012
Ayanda Dube est couronnée Miss Swaziland 2011 le vendredi soir du 21 octobre 2011 au Woodlands Hall à Ezulwini, lors d'un concours qui voit 13 candidates se disputer le titre.